# Guatemala Future Series 2024
Die Guatemala Future Series 2023 im Badminton fand vom 4. bis zum 8. September 2024 in Guatemala-Stadt statt.

## Sieger und Platzierte
| Veranstaltung | Gold                                    | Silber                                             | Bronze                                           |
| ------------- | --------------------------------------- | -------------------------------------------------- | ------------------------------------------------ |
| Herreneinzel  | Adriano Viale                           | Bruno Carvalho                                     | Yeison Esleiter Del Cid Alvarez                  |
| Herreneinzel  | Adriano Viale                           | Bruno Carvalho                                     | José Daniel Ochoa                                |
| Dameneinzel   | Romane Cloteaux-Foucault                | Nikte Sotomayor                                    | Fatima Beatriz Centeno Fuentes                   |
| Dameneinzel   | Romane Cloteaux-Foucault                | Nikte Sotomayor                                    | Fernanda Munar                                   |
| Herrendoppel  | Christopher Martínez Jonathan Solís     | Sharum Durand José Guevara                         | Jose Luis Granados Morales Antonio Emanuel Ortiz |
| Herrendoppel  | Christopher Martínez Jonathan Solís     | Sharum Durand José Guevara                         | Kevin Barkman Victor Ho                          |
| Damendoppel   | Diana Corleto Soto Nikte Sotomayorr     | Fernanda Munar Rafaela Munar                       | Gutierrez Fatima Luisa Santizo Alfaro            |
| Damendoppel   | Diana Corleto Soto Nikte Sotomayorr     | Fernanda Munar Rafaela Munar                       | Fatima Beatriz Centeno Fuentes Daniela Hernandez |
| Mixed         | Christopher Martínez Diana Corleto Soto | Javier Armando Alas Fatima Beatriz Centeno Fuentes | Sharum Durand Namie Miyahira                     |
| Mixed         | Christopher Martínez Diana Corleto Soto | Javier Armando Alas Fatima Beatriz Centeno Fuentes | José Guevara Rafaela Munar                       |